# Snaefell Mountain Railway
De Snaefell Mountain Railway (Manx: Raad-Yiarn Sniaull) is een elektrische bergspoorweg op het eiland Man. 
Ze verbindt het dorp Laxey met de top van de berg Snaefell op 620 meter boven zeeniveau. Dit is het hoogste punt van het eiland. In Laxey sluit de Mountain Railway aan op de Manx Electric Railway (MER). De lijn is 5 kilometer lang en heeft een spoorwijdte van 1067 mm (Kaapspoor). De baan heeft een bovenleiding met 550 volt gelijkstroom. 

## Bedrijf
De maatschappij is eigendom van de Isle of Man Heritage Railways die ook voor de exploitatie zorgt. De Heritage Railways zijn een onderdeel van het gouvernement van het eiland Man. 
De trams rijden met vaste tussentijden van april tot september. Een enkele reis duurt 30 minuten. Er is geen winterdienst omdat de bovenleidingen in de winter verwijderd worden om te voorkomen dat ze door ijsvorming beschadigd raken. Personenvervoer gebeurt met zes elektrische trams met een houten carrosserie, die in 1895 zijn gebouwd en genummerd zijn van 1 t/m 6. Wagen nr. 5 is in 1970 uitgebrand maar werd in 1971 gerestaureerd met een nieuwe, maar identieke opbouw. Aan het einde van de jaren zeventig werden alle trams voorzien van nieuwe draaistellen (gebaseerd op het oorspronkelijke ontwerp) en motoren van overtollige trams uit Aken. 
Vanwege de verschillende spoorwijdte en de centrale wrijvingsrail, kunnen de trams niet op de rails van de Manx Electric Railway rijden. Als ze voor onderhoud naar de werkplaats in Douglas moeten, worden de draaistellen vervangen. Om dit te vereenvoudigen is er in Laxey een drierailige spooraansluiting.

## Geschiedenis
Een eerste onderzoek naar de bouw van de spoorlijn werd uitgevoerd door George Nobel Fell, de zoon van John Barraclough Fell die het Fell-systeem uitvond. Het Fell-systeem bestaat uit een centrale rail in het midden van het spoor die wordt aangegrepen door twee liggende wrijvingswielen die voor extra aandrijving en beremming zorgen. De Tynwald keurde de plannen voor de lijn in 1888 al goed, maar de lijn werd nog niet aangelegd. In 1895 werden de plannen opnieuw bestudeerd door de Snaefell Mountain Railway Association (SMRA), die besloot de geplande route te volgen. Omdat de lijn aangelegd zou worden op grond die door de SMRA gepacht was, hoefde men geen vergunningen aan te vragen en de lijn werd nog in hetzelfde jaar aangelegd. Op 20 augustus werd ze geopend. Tijdens de aanleg was het nog een driesporige rail voor een spoorwijdte van 1067 mm en 0,910 mm. In 1995 werd de derde rail opnieuw geïnstalleerd om tijdens het eeuwfeest een luxewagen van de MER de berg op te kunnen rijden. De trams zijn niet voorzien van Fell-aandrijving, maar gebruikten het systeem alleen om te remmen tijdens de afdaling. 
In december 1895 werd de lijn door de SMRA verkocht aan de Isle of Man Tramways & Electric Power Co. Ltd (I.o.M.T.&.E.P.), die eigenaar was van de MER. Later ontstond er ophef over die verkoop, toen duidelijk was dat de meeste bestuurders van de SMRA ook in het bestuur van de IoMT&EP zaten. De SMRA bleek niet geregistreerd te zijn en de stemming over de verkoop was in strijd met de eigen reglementen. In 1900 ging de IoMT&EP failliet. De spoorlijn en de MER werden in 1902 door de curator verkocht aan de nieuw gevormde Manx Electric Railway Co. Ltd. Aan het einde van de jaren vijftig raakte ook die in financiële moeilijkheden en in 1957 werd ze overgenomen door het gouvernement van Man.

## Stations
Het belangrijkste station bevindt zich in de kustplaats Laxey, waar de lijn aansluit op de Manx Electric Railway die langs de kust tussen Douglas en Ramsey rijdt. Het eindstation, het Snaefell Summit Station bevindt zich boven op de berg Snaefell en het tussenstation Bungalow Station ligt bij de oversteek van de A18 Mountain Road. Die maakt deel uit van de Snaefell Mountain Course, het stratencircuit van de Tourist Trophy van Man en de Manx Grand Prix. Tijdens de raceweken stoppen de trams vóór de oversteek. Passagiers kunnen dan gebruikmaken van een voetgangersbrug over de weg. 
In Laxey ligt een zijspoor dat naar het depot leidt waar het materieel gestald en onderhouden wordt. De depot werd in de winter van 1994/1995 helemaal gerestaureerd voor het eeuwfeest van 1995. Er bevinden zich ook enkele dieselwagens van National Air Traffic Services die gebruikt worden om de zendmasten boven op de berg Snaefell te kunnen bereiken wanneer er geen bovenleidingen zijn. 

## Materieel

### Passagierstrams

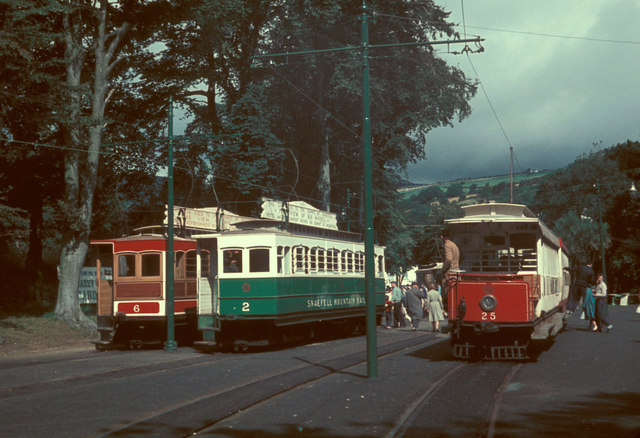
Van 1957 tot 1962 waren de wagens nr. 2 en nr. 4 groen. In Laxey komt de Snaefell Mountain Railway samen met de Manx Electric Railway (wagen nr. 25)

De Snaefell Mountain Railway gebruikt zes identieke trams die allemaal in 1895 gebouwd en geleverd zijn door George F. Milnes & Co. Wagen nummer 5 is bij een brand op 16 augustus 1970 zwaar beschadigd, gerestaureerd en in 1971 weer in dienst genomen. Er werden toen moderne "bus"-ramen gemonteerd, maar die werden in 2003 weer vervangen door originele, houten exemplaren. Deze tram kreeg toen de Manx-Gaelische naam "Raad-Yiarn Sniaull" op de zijkanten. Tot 1899 waren de trams crèmekleurig met Pruisisch blauw, later werden ze donkerrood. In 1957, toen de lijn genationaliseerd werd, kregen de wagens met de nummers 2 en 4 een groene kleur, maar dat werd in 1962 weer hersteld. Toen wagen nr. 1 in 2011 gerestaureerd werd kreeg die weer de originele kleur Pruisisch Blauw. Nummer 3 is in 2016 op hol geslagen en totaal vernield. Herbouw wordt overwogen.

### No. 7Maria

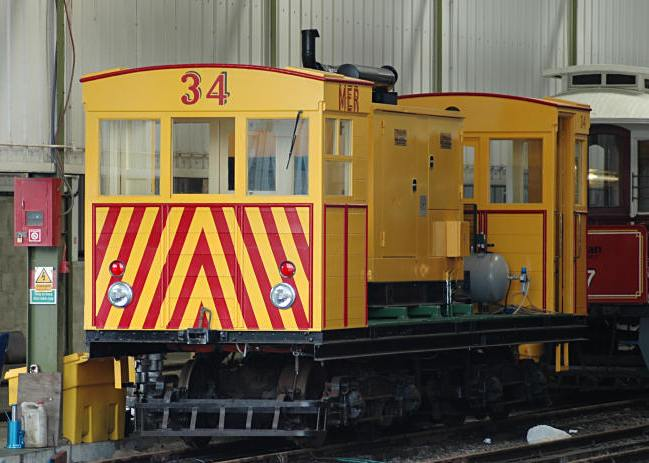
De gerestaureerde Car No. 7 Maria

De zevende wagen is gebaseerd op het onderstel van de passagierstrams, maar heeft geen zitplaatsen. De wagen werd gebruikt om steenkool naar de elektriciteitscentrale bij de Bungalow te vervoeren. Toen die centrale niet meer gebruikt werd bleef Maria in de buurt van het depot staan tot de carrosserie helemaal weggerot was. De wagen kon niet meer gerestaureerd worden maar voor het eeuwfeest werd in 1994 een replica gebouwd. Na het feest werd de spoorwijdte aangepast aan de Manx Electric Railway en de wagen werd hernummerd tot no. 34. Voor gebruik in de winter als er geen bovenleidingen zijn heeft deze wagen een dieselmotor.
Er is nog een vierwielige wagen voor personeelsvervoer zonder aandrijving of zelfs koppelingen. Bij de eerste dienst 's ochtends wordt deze wagen door de tram omhoog geduwd naar het Summit Station en blijft daar de hele dag. Bij de laatste dienst rolt de wagen achter de tram terug naar Laxey. Koppelingen zijn niet nodig omdat de baan een permanente stijging/daling heeft en de wagen dus niet weg kan rollen of achter kan blijven.